# Eumichtis chlorosticta
Eumichtis chlorosticta är en fjärilsart som beskrevs av Dyar 1916. Eumichtis chlorosticta ingår i släktet Eumichtis och familjen nattflyn. Inga underarter finns listade i Catalogue of Life.